# Misanteca multiflora
Misanteca multiflora là loài thực vật có hoa trong họ Nguyệt quế. Loài này được (Kosterm.) Lundell miêu tả khoa học đầu tiên năm 1969.